# Бнеиджара, Сайед Ахмед ульд
Сайед Ахмед ульд Бнеиджара (араб. سيد أحمد ولد ابنيجاره‎; 1947 — 30 августа 2017, Испания) — мавританский государственный и политический деятель, премьер-министр Мавритании (1980—1981), банкир
, управляющий Центральным банком Мавритании (1978).

## Биография
В 1978 году некоторое время занимал пост управляющего Центральным банком Мавритании. В декабре 1980 года стал первым гражданским лицом с 1978 года, назначенным премьер-министром президентом Мохаммедом Хуна ульд Хейдаллой. 
После попытки государственного переворота, предпринятой в марте 1981 года, организованного AFD (Альянсом за демократическую Мавританию), бывшего лидера Мавритании Моктара ульд Дадды. 25 апреля Хайдалла  сформировал новое военное правительство и отправил в отставку ульд Бнеиджара. Его сменил военный Маауйя ульд Сид Ахмед Тайя. В феврале 1982 года ульд Бнеиджара принял участие в неудавшемся заговоре по свержению президента.
Умер в Испании.